# Kjell Bergqvist
Pour les articles homonymes, voir Bergqvist.
Kjell Bertil Leonard Bergqvist, né le 23 février 1953 à Enskede, dans le comté de Stockholm (Suède), est un acteur suédois.

## Biographie
Kjell Bergqvist étudie à la Dramatens elevskola (Royal Dramatic Training Academy) d'où il sort en 1973.
Il fait ses débuts dans En enkel melodi et Jack. Il travaille pendant de nombreuses années avec le scénariste et réalisateur Ulf Malmros. Au cours des années 1990, dans plusieurs films policiers, il tient le rôle de Lennart Kollberg, le collègue de Martin Beck. Il joue deux personnages différents dans la série télévisée d'horreur suédoise Chock en 1997. En 2001, il obtient un Guldbagge Award pour son rôle principal dans Den bästa sommaren et, en 2002, il est nommé pour son rôle principal de Leif dans It's My Party (Leva livet).
Il a joué en tant que docteur dans le clip d'Avicii, Silhouettes, sorti le 7 juin 2012.
Kjell Bergqvist a été marié à la gagnante de Miss Univers 1984, Yvonne Ryding (Yvonne Ryding-Bergqvist), dont il divorce.

## Filmographie partielle

### Au cinéma
- 1978 : Chez nous
- 1979 : Katitzi
- 1988 : Besökarna
- 1993 : Roseanna
- 1993 : Brandbilen som försvann
- 1993 : Murder at the Savoy
- 1993 : The Man on the Balcony
- 1994 : The Police Murderer
- 1994 : Stockholm Marathon
- 1996 : Silvermannen
- 2000 : A Summer Tale
- 2001 : Days Like This
- 2003 : Ondskan
- 2003 : Slim Susie
- 2004 : Drowning Ghost
- 2005 : Tjenare kungen
- 2006 : Göta kanal 2 – Kanalkampen
- 2009 : Bröllopsfotografen
- 2010 : Le Cheval de Klara
- 2011 : Gone de Mattias Olsson : Mannen
- 2013 : Valse pour Monica

### À la télévision
- 1997 : Chock (série télévisée)
- 2012 : 30° en février (série télévisée)
- 2014 : Le Quatrième Homme (série télévisée)
- 2016-2018 : Spring Tide (Springfloden, série télévisée)